# Liste der Einträge im National Register of Historic Places im Juneau County

Lage des Juneau County in Wisconsin

Die Liste der Einträge im National Register of Historic Places im Juneau County in Wisconsin führt alle Bauwerke und historischen Stätten im Juneau County auf, die in das National Register of Historic Places aufgenommen wurden.

## Legende
| NRHP | Historic Place    |
| HD   | Historic District |

## Aktuelle Einträge
| [ 2 ] | Name                                   | Bild                                   | Eintragsdatum        | Lage                                                                            | Ort                      | Beschreibung |
| ----- | -------------------------------------- | -------------------------------------- | -------------------- | ------------------------------------------------------------------------------- | ------------------------ | --- |
| 1     | Benjamin Boorman House                 | Benjamin Boorman House                 | 1976 ID-Nr. 76000066 | 211 North Union Street 43° 47′ 57″ N, 90° 4′ 15″ W                              | Mauston                  | 1875 im viktorianischen Stil errichtetes Wohnhaus des Mühlenbesitzers Benjamin Boorman; heute Gebäude der Juneau County Historical Society |
| 2     | Cranberry Creek Archeological District | Cranberry Creek Archeological District | 1984 ID-Nr. 84003689 | westlich der Kreuzung der County Highways G und F Adresse nicht veröffentlicht  | Town of Armenia          | Komplex von Mounds aus der Woodland-Periode                                                                                                |
| 3     | Gee's Slough Mound Group               | Gee's Slough Mound Group               | 1978 ID-Nr. 78000108 | Mounds View Road Adresse nicht veröffentlicht                                   | New Lisbon               | Komplex von Mounds aus der Woodland-Periode                                                                                                |
| 4     | Juneau County Courthouse               | Juneau County Courthouse               | 1982 ID-Nr. 82001846 | 220 East State Street 43° 47′ 47″ N, 90° 4′ 31″ W                               | Mauston                  | 1938 im Stil der Moderne von der WPA errichtetes Justiz- und Verwaltungsgebäude des Juneau County                                          |
| 5     | Lemonweir Glyphs or Petroglyphs        | Lemonweir Glyphs or Petroglyphs        | 1993 ID-Nr. 93001173 | Adresse nicht veröffentlicht                                                    | Town of Kildare          | Donnervogel-Darstellungen auf Sandstein; die Felszeichnungen sind auch als Twin Bluffs Petroglyphs bekannt                                 |
| 6     | William and Mary Shelton Farmstead     | William and Mary Shelton Farmstead     | 2004 ID-Nr. 04000810 | N2397 County Highway K 43° 43′ 37″ N, 90° 3′ 32″ W                              | Town of Seven Mile Creek | Farm mit 1863 errichteten Farmhaus; in den 1920er Jahren Musterfarm                                                                        |
| 7     | Sprague Bridge                         | Sprague Bridge                         | 1995 ID-Nr. 94001574 | Brücke über den Yellow River. südöstlich von Finley 44° 11′ 11″ N, 90° 6′ 15″ W | Town of Finley           | 1913 errichtete Fachwerkbrücke |
| 8     | Weston-Babcock House                   | Weston-Babcock House                   | 1979 ID-Nr. 79000089 | 407 Main Street 44° 1′ 20″ N, 90° 4′ 12″ W                                      | Necedah                  | 1860 im neoklassizistischen Stil errichtetes Wohnhaus des Holzbarons Thomas Weston                                                         |